# Нахімовське військово-морське училище

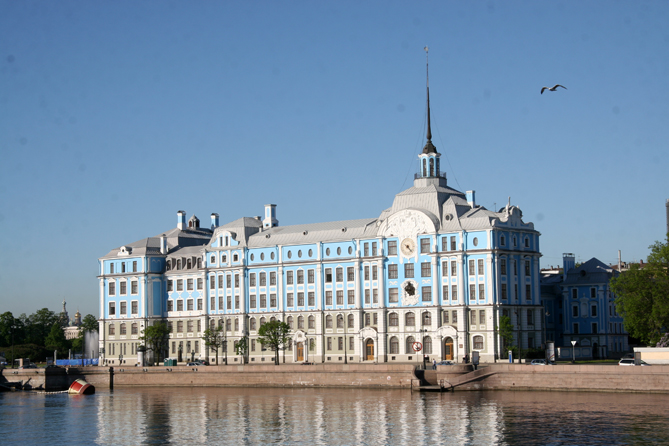
Будівля нахімовського військово-морського училища у Санкт-Петербурзі

Нахімовське військово-морське училище (рос. Нахи́мовское военно-морское учи́лище) — вид військово-морського училища у СРСР і Російській Федерації, названий на честь Павла Нахімова
На відміну від більшості військово-морських училищ, нахімовські військово-морські училища не мали статусу вищих навчальних закладів, а були орієнтованими на підготовку вихованців до навчання у військових вишах, подібно до суворовських військових училищ. В них навчання складається з двох частин: програми середньої загальної освіти за 5—11-ті класи і спеціальної військово-морської підготовки. По закінченню училища його випускники не отримують офіцерського звання. Термін навчання — 7 років. Учнів нахимовських військово-морськи училищ називають нахімовцями (рос. нахи́мовцами)
Станом на 2016 рік єдине діюче Нахимовське військово-морське училище знаходиться у Санкт-Петербурзі. Літня навчальна база училища розташована на західному узбережжі Нахімовського озера.

## Історія
Перше нахимовське військово-морське училище було засноване у 1944 році постановою Ради Народних Комісарів Союзу РСР від 21 червня 1944 р. № 745 і наказом Народного Комісаріату ВМФ СРСР від 23 червня 1944 р. № 280 для влаштування, навчання і виховання синів воїнів військово-морського флоту, червоної армії і партизан Німецько-радянської війни. Початково мова йшла лише про відкриття Тбіліського нахімовського військово-морського училища. Але потім ще були відкриті Ленінградське та Ризьке нахімовські військово-морські училища. 
1953 року припинило своє існування Ризьке нахімовське військово-морське училище, а 1955 року — Тбіліське нахімовське військово-морське училище. Єдиним діючим нахімовським військово-морським училищем у СРСР залишилось Ленінградське нахімовське військово-морське училище.
2016 року Севастопольське президентське кадетське училище й Владивостоцьке президентське кадетське училище стали філіями нахімовського училища. У Міністерстві оборони РФ розглядається питання про створення третьої філії училища в Мурманську.

## Цікаві факти
До 2009 року до училища приймали тільки осіб чоловічої статі, які в школі вивчали як іноземну мову англійську. Але у 2009 році, у зв'язку зі зміною правил відбору, до училища почали зараховувати й осіб жіночої статі. У 2014 році було проведено останній випуск дівчат.